# Емих V (Лайнинген)
Емих V фон Лайнинген (на немски: Emich (Emicho) V von Leiningen; † 1289) е граф на Лайнинген-Ландек в Ландау в Пфалц.

## Произход
Той е син на Емих IV фон Лайнинген (1215 – 1281), основателят на линията Лайнинген-Ландек, и първата му съпруга му Елизабет от Аспремонт (1227 – 1264), дъщеря на Лаурета фон Саарбрюкен († 1271), дъщеря на граф Симон III фон Саарбрюкен († 1235/1240) и принцеса Лаурета Лотарингска.

## Фамилия
Емих V се жени за Катарина фон Оксенщайн († 1313), племенница на крал Рудолф I, дъщеря на Ото III фон Оксенщайн, ландграф в Елзас († 1289/март 1290), и съпругата му Кунигунда фон Хабсбург († сл. 1285/99), дъщеря на граф Албрехт IV „Мъдрия“ фон Хабсбург († 1240, Палестина). Те имат един син:
- Рудолф фон Лайнинген († 1290)

Вдовицата му Катарина фон Оксенщайн се омъжва втори път на 3 юни 1290 г. за граф Йохан фон Спонхайм-Щаркенбург († 1324).